# Доклад
Вижте пояснителната страница за други значения на Доклад.
Доклад или още отчет е който и да е било информационен текст, творба (обикновено писан текст, реч, телевизионен материал или филм), направен със специфичната цел да предаде информация, да разкаже или изложи определени събития в една обширна представяща ги форма.
Писмените доклади са документи, които представят фокусирана, лесно смилаема информация и съдържание за определена аудитория. Те се използват често за да покажат резултатите от експеримент, разследване или справка. Аудиторията може да бъде затворена (докладът да бъде предназначен за частна компания или агенция) или това да бъде широката публика. Докладите са използвани от правителства, в бизнеса, в образованието, в науката и в други полета на човешка дейност.
Докладите използват графики, изображения, глас и специализиран речников актив, за да убедят определена аудитория да предприеме определени действия (виж реторика). Допълнително могат да се ползват таблици, графики и т.н.
Видовете доклади са: научен доклад, годишен доклад и т.н.